# Lasiochira camaropa
Lasiochira camaropa är en fjärilsart som beskrevs av Edward Meyrick 1935. Lasiochira camaropa ingår i släktet Lasiochira och familjen praktmalar, Oecophoridae. Inga underarter finns listade i Catalogue of Life.